# 오후

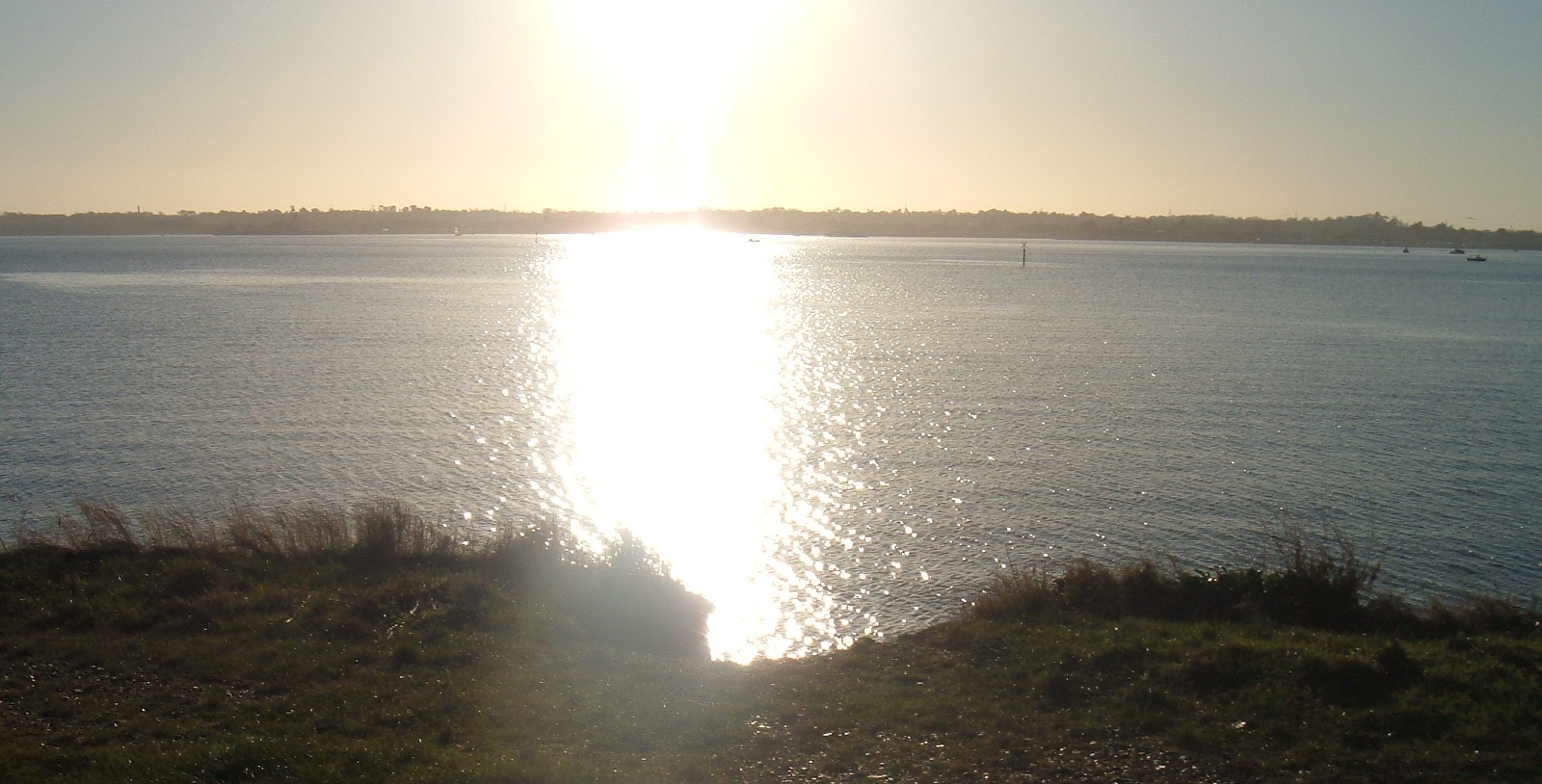
여름의 오후1시

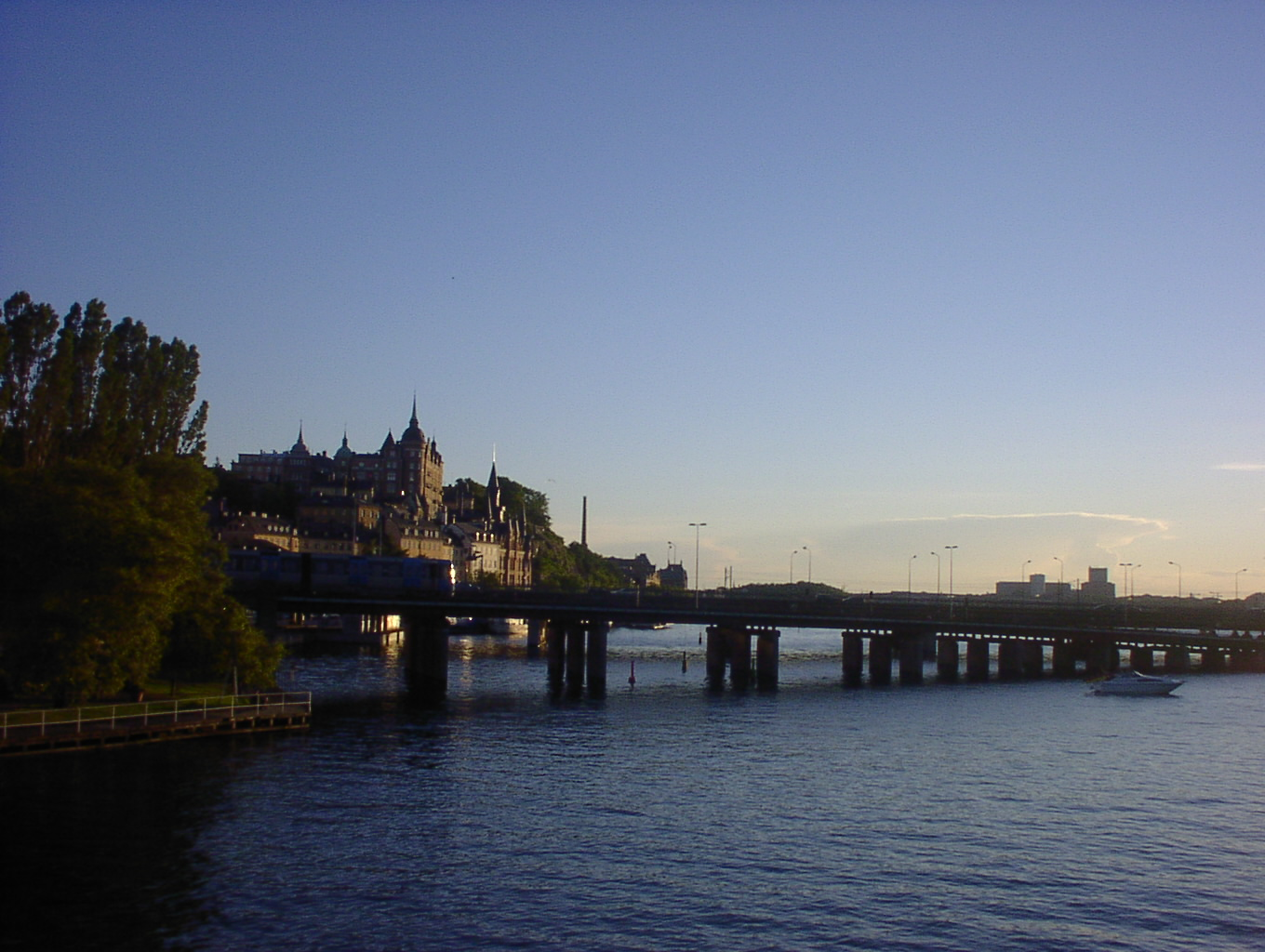
스톡홀롬의 오후5시 30분

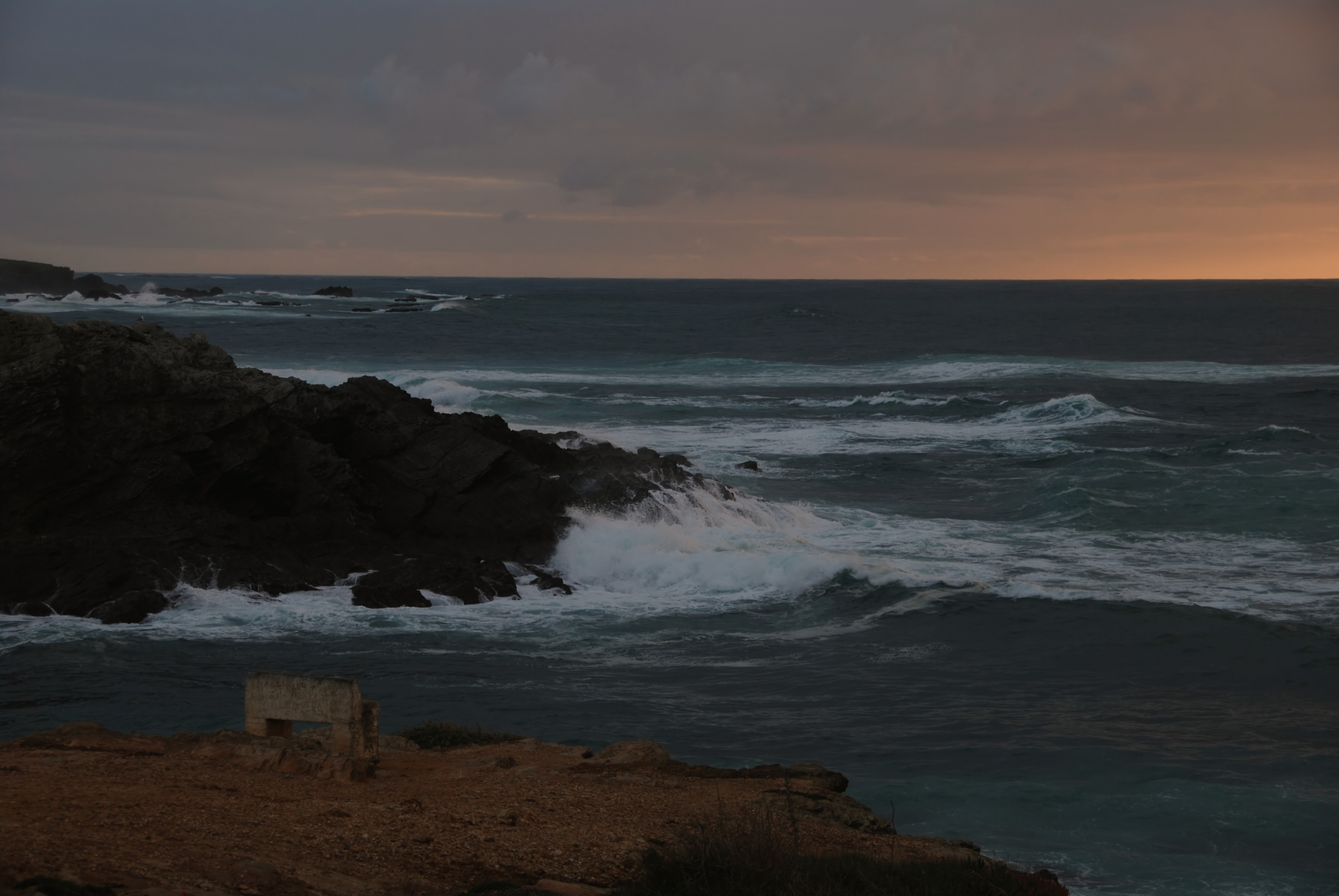
포르투갈 서해안의 오후7시 30분

미국 시애틀의 오후8시

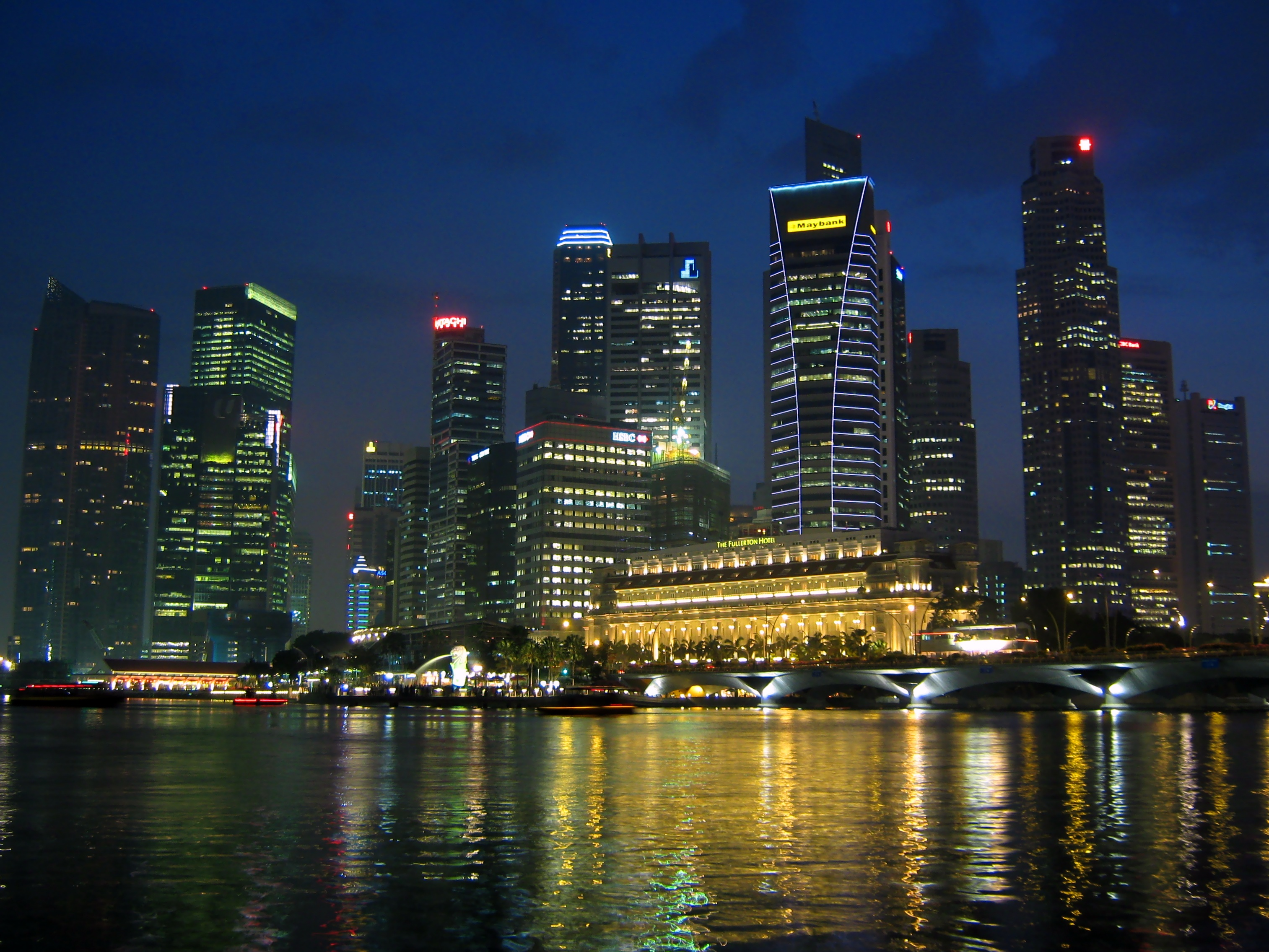
싱가포르의 오후8시 10분

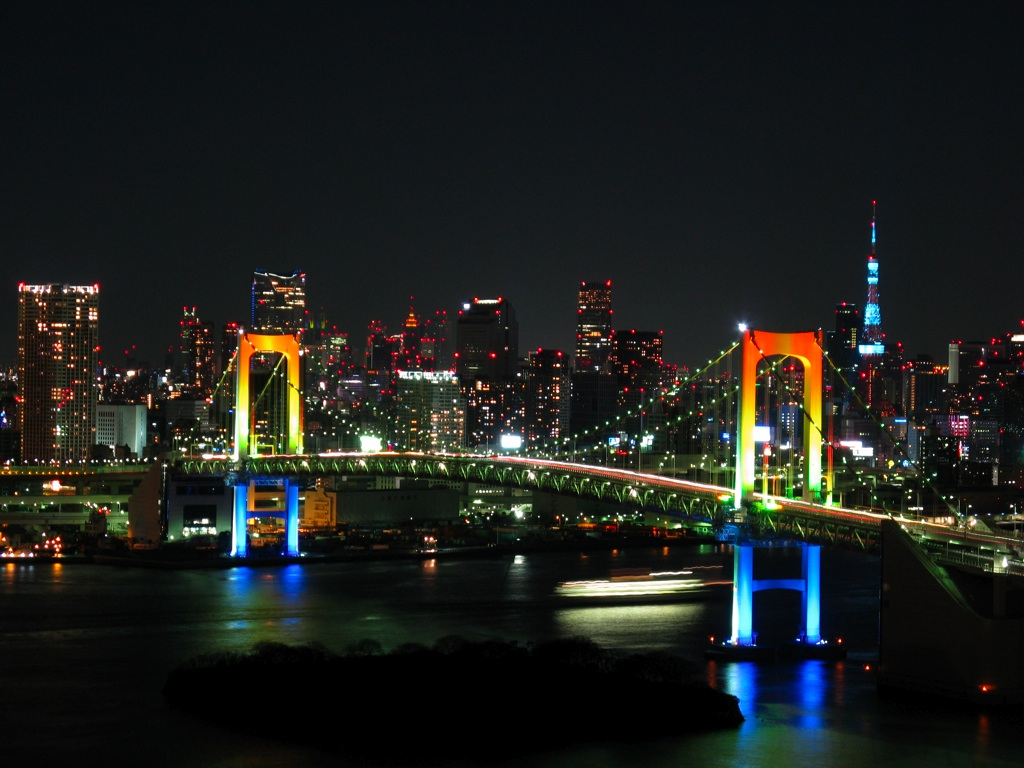
일본 도쿄의 오후10시

오후(午後; 문화어: 낮뒤) 또는 하오(下午)는 12시부터 24시(자정)까지의 시간이다. 오후의 영어는 정식으로는 p.m., ㏘(U+33D8), PM이고, 황금시간대로는 Afternoon이다.

## 같이 보기
- 오전
- 정오
- 자정